# Onitis
Onitis es un género de escarabajos de la familia Scarabaeidae.

## Especies
- Onitis abyssinicus
- Onitis adelphus
- Onitis adriani
- Onitis aeneomicans
- Onitis aeneus
- Onitis aerarius
- Onitis aeruginosus
- Onitis aethiops
- Onitis affinis
- Onitis alexis
- Onitis androcles
- Onitis anthracinus
- Onitis archettii
- Onitis artuosus
- Onitis assamensis
- Onitis autumnalis
- Onitis aygulus
- Onitis bayanga
- Onitis belial
- Onitis bilobatus
- Onitis bispicticollis
- Onitis bocandei
- Onitis bordati
- Onitis brahma
- Onitis bredoi
- Onitis brevidens
- Onitis caffer
- Onitis cambeforti
- Onitis camerunus
- Onitis castaneus
- Onitis cerrutii
- Onitis chalceus
- Onitis confusus
- Onitis corydon
- Onitis coxalis
- Onitis crassus
- Onitis crenatus
- Onitis cribratus
- Onitis cryptodus
- Onitis cupreus
- Onitis curvipes
- Onitis damoetas
- Onitis deceptor
- Onitis denticoxa
- Onitis dimidiatus
- Onitis dispar
- Onitis endroedii
- Onitis excavatus
- Onitis ezechias
- Onitis fabricii
- Onitis falcatus
- Onitis feae
- Onitis fractipes
- Onitis fulgidus
- Onitis fulmineus
- Onitis gazanus
- Onitis gilleti
- Onitis granicollis
- Onitis granulisetosus
- Onitis guineensis
- Onitis hageni
- Onitis humerosus
- Onitis inflaticollis
- Onitis insuetus
- Onitis intermedius
- Onitis inversidens
- Onitis ion
- Onitis janssenii
- Onitis jeanneli
- Onitis jossoi
- Onitis keniensis
- Onitis kingstoni
- Onitis lama
- Onitis laminosus
- Onitis lamnifer
- Onitis lansbergei
- Onitis laticollis
- Onitis licitus
- Onitis lobi
- Onitis lobipes
- Onitis lognia
- Onitis longitibialis
- Onitis ludekingi
- Onitis lycophron
- Onitis malleatus
- Onitis marshalli
- Onitis mendax
- Onitis menieri
- Onitis meruensis
- Onitis meyeri
- Onitis miesseni
- Onitis minutus
- Onitis mniszechi
- Onitis mniszechianus
- Onitis monstrosus
- Onitis mossambicensis
- Onitis multidentatus
- Onitis naviauxi
- Onitis nemoralis
- Onitis niger
- Onitis nigeriensis
- Onitis nubiensis
- Onitis numida
- Onitis obenbergeri
- Onitis obscurus
- Onitis occidentalis
- Onitis orthopus
- Onitis overlaeti
- Onitis paraconfusus
- Onitis parainflaticollis
- Onitis paramniszechi
- Onitis parvulus
- Onitis pecuarius
- Onitis perbrincki
- Onitis perpunctatus
- Onitis pers
- Onitis perturbator
- Onitis phartopus
- Onitis philemon
- Onitis picticollis
- Onitis pinheyi
- Onitis podicinus
- Onitis politus
- Onitis popei
- Onitis proximus
- Onitis pseudojansenii
- Onitis pseudoorthopus
- Onitis pseudosetosus
- Onitis pumilio
- Onitis punctatostriatus
- Onitis pyramus
- Onitis reichei
- Onitis retrodentatus
- Onitis ringenbachi
- Onitis robustus
- Onitis rothi
- Onitis senegalensis
- Onitis setosus
- Onitis shoensis
- Onitis sibutensis
- Onitis similis
- Onitis singhalensis
- Onitis siva
- Onitis sphinx
- Onitis spinicrus
- Onitis spinipes
- Onitis subcrenatus
- Onitis subopacus
- Onitis sulcipennis
- Onitis tanzaniensis
- Onitis thalassinus
- Onitis thoracicus
- Onitis tingaudi
- Onitis tortuosus
- Onitis trochantericus
- Onitis tumidus
- Onitis uncinatoides
- Onitis uncinatus
- Onitis unguiculatus
- Onitis upembanus
- Onitis vanderkelleni
- Onitis westermanni
- Onitis vicinus
- Onitis violaceus
- Onitis virens
- Onitis viridulus
- Onitis wittei
- Onitis vrydaghi